# Фан Ван Хум
Фан Ван Хум (вьет. Phan Văn Hùm; 1902—1945) — деятель вьетнамского национально-освободительного движения, философ, журналист, писатель.

## Биография
Во второй половине 1920-х гг. один из ближайших соратников Нгуен Ан Ниня. В 1929 г. отправился на учёбу во Францию, где встал на позиции троцкизма. В 1930—1933 гг. учился на факультете философии Парижского университета. В 1930 году вместе с Хо Хыу Тыонгом издал единственный номер протроцкистской газеты «Тиенкуан». 
Летом 1933 г. вернулся на родину, где занялся публикацией литературного обозрения «Донгнай» (вышло только 11 номеров, была запрещена). С 1934 г. принимал участие в деятельности группы «Ля Лютт». Весной 1939 г. избран депутатом в Колониальный совет Кохинхины. Летом 1939 г. арестован французскими колониальными властями. В 1942 г. выпущен из тюрьмы и отправлен на принудительное поселение в Тануен. 
В 1945 г. вошёл в троцкистскую Рабочую революционную партию. 
Убит сторонниками Вьетминя в 1945 или 1946 гг., как и многие другие вьетнамские коммунисты троцкистского толка (Та Тху Тхау, Хюинь Ван Фыонг, Фан Ван Тянь).
Автор многочисленных работ по истории, философии, литературоведению и т. д.